# Giuseppe De Capitani d'Arzago
il Marchese Don Giuseppe De Capitani d'Arzago (Milano, 15 febbraio 1870 – Paderno Dugnano, 17 novembre 1945) è stato un politico e banchiere italiano.

## Biografia
Nato in una famiglia nobile, era marchese. Laureato in Giurisprudenza all'Università degli Studi di Pavia, lavorò come amministratore d'azienda presso la cassa di risparmio (di cui fu anche presidente dell'associazione delle province lombarde dal 1924 al 1944 e di quella nazionale dal 1931 al 1943). Titolato con numerose onorificenze, inizia la sua carriera politica all'inizio del Novecento con il Partito Liberale Italiano.
Fu eletto deputato per la prima volta nel 1913 e confermò il suo seggio anche al termine delle elezioni politiche del 1919 e del 1921. Segretario nazionale dei liberali dal 1919 al 1922 (con una breve interruzione tra l'aprile ed il giugno del 1921), fu promotore dell'alleanza PLI-PNF e divenne il Ministro dell'agricoltura del Governo Mussolini; in precedenza era stato sottosegretario di stato al ministero del Tesoro e della pubblica istruzione.
Nell'esecutivo del duce resta fino al 5 luglio 1923; continuò la sua attività politica divenendo presidente dell'istituto internazionale del risparmio e successivamente podestà di Milano (6 settembre 1928) dopo che il precedente podestà Ernesto Belloni era rimasto coinvolto in uno scandalo di tangenti.
Si dimise da podestà di Milano il 19 novembre 1929 per accettare la nomina a senatore del Regno. Fu anche vicepresidente del Senato dal 1934 al 1939.
Caduto il fascismo, nel 1944 venne deferito presso l'Alta Corte di Giustizia per le Sanzioni contro il Fascismo; il procedimento finì con un non luogo a procedere a causa della sua morte, avvenuta per cause naturali.
Suo figlio Alberto De Capitani d'Arzago fu un noto archeologo e storico dell'arte.